# Shannen Doherty

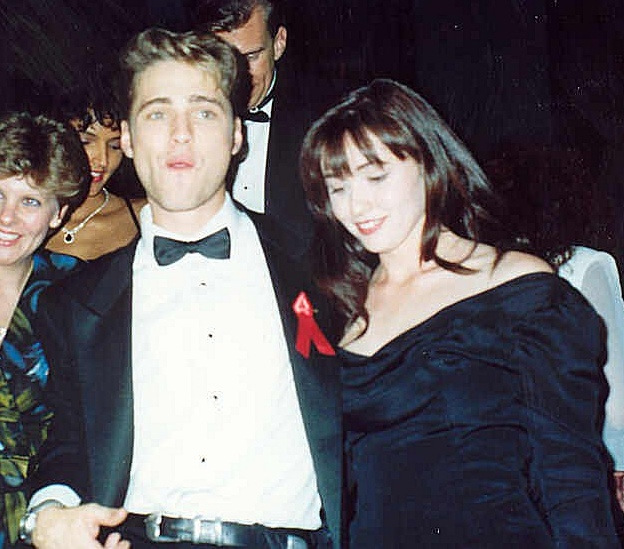
Shannen Doherty și Jason Priestley în august 1991

Shannen Maria Doherty (n. 12 aprilie 1971, Memphis, Tennessee, SUA – d. 13 iulie 2024, Malibu, California, SUA) a fost o actriță americană.
Este cunoscută mai ales datorită rolurilor: Brenda Walsh în Beverly Hills, 90210, și Prue Halliwell în serialul TV Charmed (Farmece).

## Biografie
Fiica unui consultant bancar, Tom Doherty, și a proprietarei unui salon de înfrumusețare, Rose Doherty, Shannen are un frate mai mare cu patru ani, Tom.
Primul rol important îl obține în octombrie 1982 cand o interpretează pe Jenny Wilder în serialul Little House on the Prairie. După ce a apărut ca guest star în multe seriale din anii 80, printre care Magnum P.I., 21 Jump Street și Airwolf, din 1986 până în 1988 interpretează rolul Kris Witherspoon în serialul Our House.
În 1982 producători importanți o remarcă pe Shannen și, după ce apare în filmul lui Ron Howard, Night Shift - Night Shift și o dublează pe Teresa din desenul animat The secret of NIMH, obține un rol secundar în comedia cu Sarah Jessica Parker Girls Just Want to Have Fun. În 1989 joacă în filmul Heathers cu Winona Ryder.
Cele mai mari succese ale sale se datorează producătorului Aaron Spelling. După ce a interpretat-o pe Brenda Walsh în faimosul serial Beverly Hills, 90210, Shannen primește rolul Prue Halliwell în serialul TV Charmed (Farmece).
Shannen s-a prezentat la distribuția în serial alături de prietena sa, Holly Marie Combs, sperând să primească rolul lui Piper, dar până la urmă rezultatul a fost invers. În 2001 părăsește serialul, după 2 sezoane.
În 1995, Kevin Smith o relansează în filmul Generation X.
În 2001 joacă alături de Julian McMahon în filmul Another Day iar în 2002 tot regizorul Kevin Smith o relansează pe piața cinematografică, în filmul Jay and Silent Bob Strike Back.
Din ianuarie 2003 până în 2004 va prezenta reality show-ul Scare Tactics pe canalul american Sci Fi. A fost unul din protagoniștii serialului TV North Shore, o întoarcere la originile sale de actriță de soap opera.
În 2005 a jucat în serialul TV de comedie Love, Inc., dar a părăsit serialul cu puține luni înainte de debut.
În 2006 a fost moderatoarea reality show-ului Breaking Up with Shannen Doherty. Emisiunea a durat 13 episoade și urmărea povestea unor îndrăgostiți în situații de criză hotărâtoare pentru viitorul lor sentimental.
S-a întors în rolul de Brenda Walsh în prima parte a serialului 90210, același ca în vechiul serial Beverly Hills 90210 care o dusese pe culmile succesului, serial ce a fost difuzat pe canalul american The CW din 2 septembrie 2008.

## Viața privată
Viața sa privată a fost foarte zbuciumată. În 1993, îmbrăcată în pijama și cu foarte puțini invitați, în propria locuință, actrița s-a căsătorit cu Ashley Hamilton, de care se va despărți după numai șase luni. Nici a doua căsătorie nu a mers mai bine. În 2002, Shannen s-a căsătorit cu Rick Salomon, dar după doar un an mariajul a eșuat.
Shannen a avut legături sentimentale cu Dean Factor, cu impresarul Chris Foufas și cu actorul Rob Weiss. În 2001, actrița a avut o relație cu Julian McMahon, demonul Cole din serialul Charmed (Farmece).
Shannen s-a definit ca fiind o fire rebelă și neliniștită și cu niște purtări nu tocmai demne. În 1994, după ce tocmai părăsise serialul Beverly Hills 90210, banca îi confisca o mare parte din câștig drept daune pentru cecurile fără acoperire pe care Shannen le semnase în lunile precedente, în valoare de 32.000 de dolari. În 1996, într-o perioadă profesională nu tocmai bună, a fost obligată să meargă la un curs de autocontrol pentru că spărsese fereastra mașinii unui băiat cu o cutie de bere. În 1999, după ce a fost oprită de poliție în stare de ebrietate, a fost obligată să țină un curs la școlile din Los Angeles, explicându-le tinerilor pericolele cauzate de alcool.
A apărut de mai multe ori, nud, în revista Playboy. Prima sa apariție a fost în decembrie 1993. Mai târziu, a pozat pentru revistă din nou, în decembrie 2003, pictorialele sale ocupând 10 pagini ale revistei.
S-a aflat pe locul al 5-lea în clasamentul american 100 Greatest Teen Stars, clasament care conține cele mai mari personalități (cântăreți, actori, prezentatori) care și-au câștigat faima în perioada adolescenței.
A fost prietenă cu Sarah Michelle Gellar. A trăit în Malibu, California. A deținut, de asemenea, o fermă de cai în Ventura County, California, unde avea șapte cai și doi câini.

## Premii și distincții
În cariera sa și-a adjudecat 11 nominalizări :
- Saturn Award
- 1999 nominalizată pentru serialul Charmed (Farmece), cea mai bună actriță TV
- 2000 nominalizată pentru serialul Charmed (Farmece), cea mai bună actriță TV
- Young Artist Awards
- trei nominalizări pentru rolul său de actriță în Beverly Hills 90210
- o nominalizare pentru participarea sa la serialul TV Airwolf
- două nominalizări pentru rolul său în serialul TV Little House on the Prairie
- o nominalizare pentru Little House
- nominalizată pentru rolul său în serialul TV Father Murphy

## Filmografie completă

### Film
| An   | Titlu                           | Rol                | Note  |
| ---- | ------------------------------- | ------------------ | ----- |
| 1982 | The Secret of NIMH              | Teresa             | Voce  |
| 1982 | Night Shift                     | Bluebird           |       |
| 1985 | Girls Just Want to Have Fun     | Maggie Malene      |       |
| 1988 | Heathers                        | Heather Duke       |       |
| 1994 | Almost Dead                     | Katherine          |       |
| 1994 | Naked Gun 33⅓: The Final Insult | Rolul său          | Cameo |
| 1995 | Mallrats                        | Rene               |       |
| 1997 | Nowhere                         | Val-Chick 2        | Cameo |
| 1997 | Sleeping with the Devil         | Rebecca Dubrovich  |       |
| 1999 | Striking Poses                  | Gage Sullivan      |       |
| 2001 | Jay and Silent Bob Strike Back  | Rolul său          | Cameo |
| 2010 | Burning Palms                   | Dr. Shelly         |       |
| 2014 | Bukowski                        | Katharina Bukowski |       |
| 2014 | Undateable John                 | Charlene           |       |
| 2014 | Back in the Day                 | Maria              |       |

### Televiziune
| An         | Titlu                                          | Rol                           | Note |
| ---------- | ---------------------------------------------- | ----------------------------- | --- |
| 1981       | Father Murphy                                  | Drusilla Shannon              | Episoadele: "By the Bear That Bit Me: Part 1" & "By the Bear That Bit Me: Part 2" Nominalizare — Young Artist Award                      |
| 1982       | The Phoenix                                    | Little Girl                   | Episodul: "One of Them" |
| 1982       | Voyagers!                                      | Betty Parris                  | Episodul: "Agents of Satan" |
| 1982–83    | Little House on the Prairie                    | Jenny Wilder                  | Personaj principal, 18 episoade Nominalizare – Young Artist Award (1983 & 1984)                                                          |
| 1983       | Little House: Look Back to Yesterday           | Jenny Wilder                  | Film |
| 1983       | Magnum, P.I.                                   | Ima Platt                     | Episodul: "A Sense of Debt" |
| 1984       | Airwolf                                        | Phoebe Danner                 | Episodul: "Bite of the Jackal" Nominated — Young Artist Award                                                                            |
| 1984       | Little House: Bless All The Dear Children      | Jenny Wilder                  | Film |
| 1984       | Little House: The Last Farewell                | Jenny Wilder                  | Film |
| 1984       | The New Leave It to Beaver                     | Laurie                        | Episodul: "Steppin' Out" |
| 1985       | Highway to Heaven                              | Shelley Fowler                | Episodul: "The Secret" |
| 1985       | Robert Kennedy & His Times                     | Kathleen Kennedy              | Miniserial TV |
| 1985       | The Other Lover                                | Alison Fielding               | Film |
| 1987       | Alf Loves a Mystery                            | The Lady in Red               | Film |
| 1986–88    | Our House                                      | Kris Witherspoon              | Rol principal, 46 episoade Nominalizare — Young Artist Award (1987 & 1988)                                                               |
| 1989       | 21 Jump Street                                 | Janine                        | Episodul: "Things We Said Today" |
| 1990       | Life Goes On                                   | Ginny Green                   | Episodul: "Corky's Crush" |
| 1990–94    | Beverly Hills, 90210                           | Brenda Walsh                  | Rol principal, 111 episoade Young Artist Award (1993) Nominalizare —Young Artist Award (1991 & 1992) Nominalizare —TV Land Awards (2007) |
| 1991       | Forever Young                                  | Party Girl                    | Film |
| 1992       | Freeze Frame                                   | Lindsay Scott                 | Film |
| 1992       | Obsessed                                       | Lorie Brindel                 | Film |
| 1994       | A Burning Passion: The Margaret Mitchell Story | Margaret Mitchell             | Film |
| 1994       | Blindfold: Acts of Obsession                   | Madeleine Dalton              | Film |
| 1994       | Jailbreakers                                   | Angel Norton                  | Film |
| 1996       | Gone in the Night                              | Cynthia "Cindi" Dowaliby      | Film |
| 1997       | Friends 'Til The End                           | Heather Romely                | Film |
| 1997       | Sleeping with the Devil                        | Rebecca Dubrovich             | Film |
| 1997       | The Ticket                                     | CeeCee Reicker                | Film |
| 2000       | Satan's School for Girls                       | Beth Hammersmith/Karen Oxford | Film |
| 1998– 2001 | Charmed                                        | Prue Halliwell                | Rol principal (Sezoanele 1–3); 67 episoade Nominalizare—Saturn Award (1999, 2000)                                                        |
| 2001       | Another Day                                    | Kate                          | Film |
| 2002       | Hell on Heels: The Battle of Mary Kay          | Lexi Wilcox                   | Film |
| 2002       | The Rendering                                  | Sarah Reynolds                | Film |
| 2003       | View of Terror                                 | Celeste Timmerman             | Film |
| 2005       | Category 7: The End of the World               | Scientist Faith Clavell       | Film |
| 2004–05    | North Shore                                    | Alexandra Hudson              | 11 episoade |
| 2005       | Love, Inc.                                     | Denise Johnson                | "Pilot" |
| 2007       | Christmas Caper                                | Kate Dove                     | Film |
| 2008       | Kiss Me Deadly                                 | Marta                         | Film |
| 2008       | The Lost Treasure of the Grand Canyon          | Susan Jordan                  | Film |
| 2008–09    | 90210                                          | Brenda Walsh                  | Vedetă invitată (Sezonul 1); 8 episoade                                                                                                  |
| 2009       | Encounter with Danger                          | Lori                          | Film |
| 2010       | Growing the Big One                            | Emma Silver                   | Film |
| 2012       | Witchslayer Gretl                              | Gretl                         | Film |
| 2012       | The New Normal                                 | Rolul său                     | Episodul: "The XY Factor" |
| 2014       | All I Want for Christmas                       | Brenda Patterson              | Film |
| 2014       | Blood Lake: Attack of the Killer Lampreys      | Cate Parker                   | Film |

| An   | Titlu                                            | Rol             | Note                                  |
| ---- | ------------------------------------------------ | --------------- | ------------------------------------- |
| 2003 | Scare Tactics                                    | Gazdă           |                                       |
| 2006 | Breaking Up with Shannen Doherty                 | Gazdă           |                                       |
| 2010 | Dancing with the Stars                           | Competitoare    | Eliminată 30 martie                   |
| 2011 | Les Anges de la Télé Réalité 3 : I Love New York | Vedetă invitată | Serial reality francez NRJ 12         |
| 2012 | Shannen Says                                     | Herself         | Serial reality WE tv                  |
| 2015 | Off the Map with Shannen & Holly                 | Rolul său       | Serial reality Great American Country |

| An   | Titlu     | Rol              | Nume episod /Note |
| ---- | --------- | ---------------- | ----------------- |
| 2010 | Mari-Kari | Mari/Kari (voce) |                   |
| 2011 | Suite 7   | Adrianne         | Company           |
| 2011 | Suite 7   | Series director  | Captive Audience  |

| An   | Titlu/Formație    | Episod/Cântec                      | Sezon/Nr. episod/Note      |
| ---- | ----------------- | ---------------------------------- | -------------------------- |
| 2000 | Charmed           | "Be Careful What You Witch For"    | Sezonul 2, episodul 22     |
| 2001 | Charmed           | "The Good, the Bad and the Cursed" | Sezonul 3, episodul 14     |
| 2001 | Charmed           | "All Hell Breaks Loose"            | Sezonul 3, episodul 22     |
| 2012 | Radical Something | "Naked in Venice"                  | Starring Holly Marie Combs |

| An   | Titlu                            | Rol                    | Note |
| ---- | -------------------------------- | ---------------------- | ---- |
| 2001 | Another Day                      | co-producător executiv |      |
| 2006 | Breaking Up with Shannen Doherty | producător executiv    |      |
| 2006 | Better Off: Insecurity Check     | producător executiv    |      |

| An   | Titlu                                                                      | Nume episod/Note                       | Rol     |
| ---- | -------------------------------------------------------------------------- | -------------------------------------- | ------- |
| 2006 | Breaking Up with Shannen Doherty                                           | "Dancing by Myself"                    | creator |
| 2006 | Breaking Up with Shannen Doherty                                           | "You Need My Helpline: Chemistry Test" | creator |
| 2010 | Badass: A Hard-Earned Guide to Living Life with Style and (Right) Attitude |                                        | autor   |

| An   | Titlu            | Rol        | Note                              |
| ---- | ---------------- | ---------- | --------------------------------- |
| 2010 | A Room of My Own | călugăriță | cu Ralph Macchio și Mario Cantone |

| An   | Titlu   | Nume episod    | Sezon/Nr. episod      |
| ---- | ------- | -------------- | --------------------- |
| 2001 | Charmed | "Coyote Piper" | Sezonul 3, episodul 9 |